# Miami Bici 2
Miami Bici 2 este un film de comedie românesc din 2023 regizat de Jesús del Cerro.
Potrivit materialului promoțional, este cel mai scump film independent românesc realizat vreodata. Este cel mai bine vândut film românesc al anului 2023.

## Rezumat
Acțiunea filmului se învârte în jurul „antreprenorilor” Piciu și Bilă care profită de o șansă neașteptată a unui client român și se mută la Los Angeles. Cu toate acestea, ei descoperă curând că au intrat fără să vrea într-o lume a mafiei mineritului cărților de credit. Pe măsură ce succesul lor generează invidie în rândurile criminalilor, cei doi trebuie să parcurgă diverse escapade, alergând prin LA și confruntându-se cu pericolul în deșert în căutarea lor pentru libertate.

## Distribuție
- George Piștereanu – Tampon
- Danny Trejo – dl. Susan
- Adina Galupa – Devi
- Jesús del Cerro
- Codin Maticiuc – Bilã
- Matei Dima – Ion
- Adrian Silișteanu
- Charlotte McKinney – Kelly
- Amanda Tavarez – Juanita
- Adrian Enache – Tudorel
- Rene Toledo Jr. – Carlos